# Glenwood (Georgia)
Glenwood es un pueblo ubicado en el condado de Wheeler en el estado estadounidense de Georgia. En el censo de 2000, su población era de 884.

## Demografía
En el 2000 la renta per cápita promedia del hogar era de $16,900, y el ingreso promedio para una familia era de $23,125. El ingreso per cápita para la localidad era de $13,301. Los hombres tenían un ingreso per cápita de $25,500 contra $20,000 para las mujeres.

## Geografía
Glenwood se encuentra ubicado en las coordenadas 32°10′52″N 82°40′22″O / 32.18111, -82.67278 (32.181165, -82.672806).
Según la Oficina del Censo, la localidad tiene un área total de 8,2 km² (3,2 mi²), de la cual 8,2 km² (3,2 mi²) es tierra y 0 km² (0 mi²) (0.00%) es agua.